# Điệp viên siêu đẳng
Điệp viên siêu đẳng (tiếng Anh: Spooks: The Greater Good) là một bộ phim gián điệp của Anh 2015, tiếp nối từ loạt phim gián điệp Spooks (được biết đến ở một vài quốc gia là MI-5), phát sóng trên BBC One từ 2002 đến 2011. Jonathan Brackley và Sam Vincent viết kịch bản với Bharat Nalluri đạo diễn. Peter Firth đảm nhiệm vai Harry Pearce, nhân vật từng xuất hiện trong cả mười phần của chương trình. Phim còn có sự tham gia của Tim McInnerny vai Oliver Mace, Lara Pulver vai Erin Watts, Hugh Simon vai Malcolm Wynn-Jones và Geoffrey Streatfeild vai Calum Reed. Kit Harington và Jennifer Ehle đóng hai nhân vật chính mới. Phim được công chiếu ngày 8 tháng 5 năm 2015.